# Šléglov

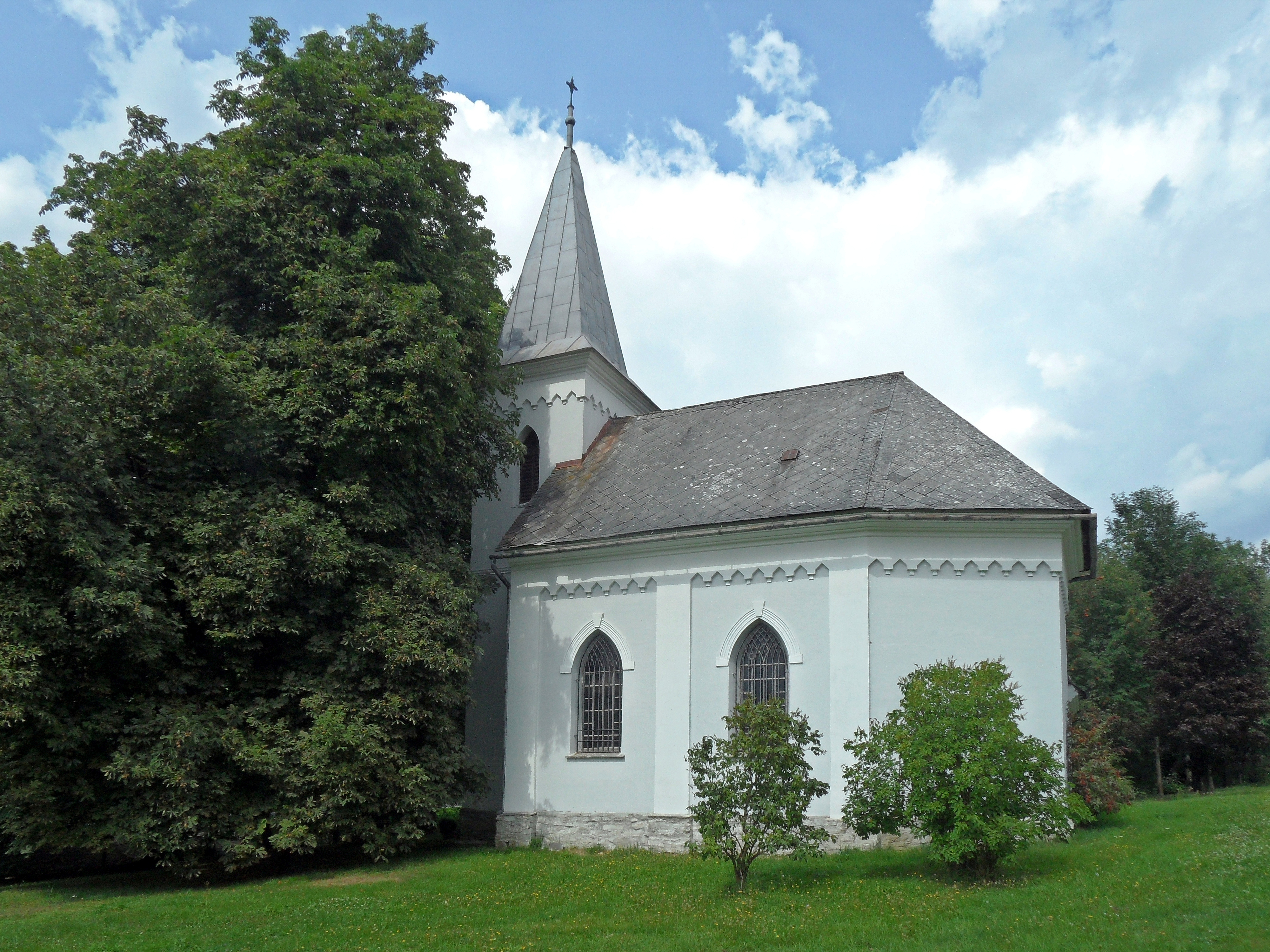
Kapelle von Šléglov

Šléglov (deutsch Schlögelsdorf) ist eine Gemeinde in Tschechien. Sie liegt drei Kilometer südöstlich von Staré Město und gehört zum Okres Šumperk.

## Geographie
Šléglov befindet sich am südlichen Fußes des Bielengebirges im Altstadt-Goldensteiner Kessel. Nordwestlich erhebt sich der Kančí vrch (Eberschaar, 724 m), nördlich der Kutný vrch (Huttenberg, 798 m) und im Südwesten der Dvorský vrch (Hofberg, 702 m). Nördlich des Ortes befinden sich Bunkerlinien des Tschechoslowakischen Walls.
Nachbarorte sind Malé Vrbno und Kronfelzov im Norden, Ostružná im Nordosten, Branná und Dolce im Osten, Vikantice im Süden, Vysoké Žibřidovice und Chrastice im Südwesten sowie Staré Město und Hajmrlov im Nordwesten.

## Geschichte
Die erste schriftliche Erwähnung von Slegesdorph erfolgte im Jahre 1325. Das Dorf lag im Grenzgebiet der Güter des Ritters Hanß von Wustehube zu den Besitzungen der Zisterzienserabtei Kamenz. Während der Hussitenkriege wurde der Ort verwüstet. Seit 1437 ist der tschechische Name Ssleglow nachweislich. 1564 erwarb Wenzel von Zvole auf Goldenstein das Dorf. Im Jahre 1654 bestand das Dorf aus 20 Anwesen und hatte 107 Einwohner.
Nach der Aufhebung der Patrimonialherrschaften bildete Schlögelsdorf ab 1850 mit dem Ortsteil Kronfelsthal/Kronešov eine Gemeinde im Bezirk Mährisch Schönberg. Zur Gemeinde gehörten die Ortslagen Bärengraben, Seifengrund und Quickernest. In der zweiten Hälfte des 19. Jahrhunderts erfolgte durch die Graphitwerke Buhl-Alberti AG in Mährisch Altstadt eine Wiederaufnahme des erloschenen Bergbaus. Zwischen Kronfelsthal und Schlögelsdorf wurde ein Graphitstolln angelegt. Im Jahre 1900 bestand das Dorf aus 43 Häusern und hatte 244 deutschsprachige Einwohner. Gepfarrt war der Ort nach Goldenstein. Im Dorf bestand eine einklassige Schule. Im Jahre 1930 hatte Schlögelsdorf 331 Einwohner. 
Nach dem Münchner Abkommen wurde die Gemeinde 1938 dem Deutschen Reich zugeschlagen und gehörte bis 1945 zum Landkreis Mährisch Schönberg. 1939 hatte die Gemeinde 291 Einwohner. Nach dem Ende des Zweiten Weltkrieges wurden die deutschen Bewohner vertrieben. 
1950 erfolgte die Eingemeindung nach Vikantice und von 1975 bis 1990 gehörte das Dorf zu Branná. Nach der Wiedererrichtung der Gemeinde Vikantice bildete Šléglov einen Ortsteil derselben und löste sich mit Beginn des Jahres 1992 los.

## Gemeindegliederung
Für die Gemeinde Šléglov sind keine Ortsteile ausgewiesen. Zu Šléglov gehört die Ansiedlung Kronfelzov (Kronfelsthal).

## Sehenswürdigkeiten
- Metzgerkapelle, nördlich des Dorfes am Weg von Branná nach Staré Město
- drei denkmalgeschützten Linden, nördlich des Dorfes
- Statuengruppe Kalvarienberg